# سليمان كييتا
سليمان كييتا (بالفرنسية: Souleymane Keita)‏ (4 نوفمبر 1987 بداكار في السنغال - ) هو لاعب كرة قدم سنغالي في مركز الوسط. لعب مع المستقبل الرياضي بالمرسى ونادي بوتوشاني ونادي بوليتكنيكا ياشي والنادي الوطني لسبيش ‏ وغلوريا بيستريتسا ‏ وبولي تيميشوارا ‏ وميناور بايا ماري ‏.

## وصلات خارجية
- سليمان كييتا على موقع قاعدة بيانات كرة القدم.إي يو (الإنجليزية)
- سليمان كييتا على موقع Soccerway.com (الإنجليزية)